# Juno (España)
Juno (llamada oficialmente Santa Mariña de Xuño) es una parroquia española del municipio de Puerto del Son, en la provincia de La Coruña, Galicia.

## Entidades de población
Entidades de población que forman parte de la parroquia:
- Abelendo
- Agra (A Agra)
- Campanario (O Campanario)
- Carballal (O Carballal)
- Carballido
- Carrapatal (O Carrapatal)
- Castelo (O Castelo)
- Cernadas (As Cernadas)
- Coviña (A Coviña)
- Crucero (O Cruceiro)
- Curro (O Curro)
- Guiandón
- Laranga
- Laxes (As Laxes)
- O Moucho-Escola (O Moucho)
- Outón
- Parada
- Pedras Altas
- Pocilgas
- Pozo Negro
- Pozocho
- Prado do Monte
- Sieira
- Trabes (As Trabes)
- Tras do Anes (Trasdoanes)
- Vistipoy (Bistipoi)
- Zapatal (O Zapatal)

No aparece en el INE, pero sí en el noménclator:
- Santa Mariña

## Despoblados
- Aradiza (A Aradiza)
- Foxo (O Foxo)
- Ventoso

## Demografía
| Gráfica de evolución demográfica de Juno entre 2000 y 2019 |
|                                                            |
| Datos según el nomenclátor publicado por el INE.           |